# نادي ليولي
نادي ليولي لكرة القدم هو نادي كرة قدم من ليسوتو. استطاع الفريق الفوز بالدوري المحلي أعوام 1985، 2009، 2013 و2015.

## الإنجازات
- دوري ليسوتو الممتاز: 4

1985, 2009, 2013, 2015.
- كأس استقلال ليسوتو: 4

1984, 2007, 2010, 2014.

## روابط خارجية
- الموقع الرسمي